# John Rabe

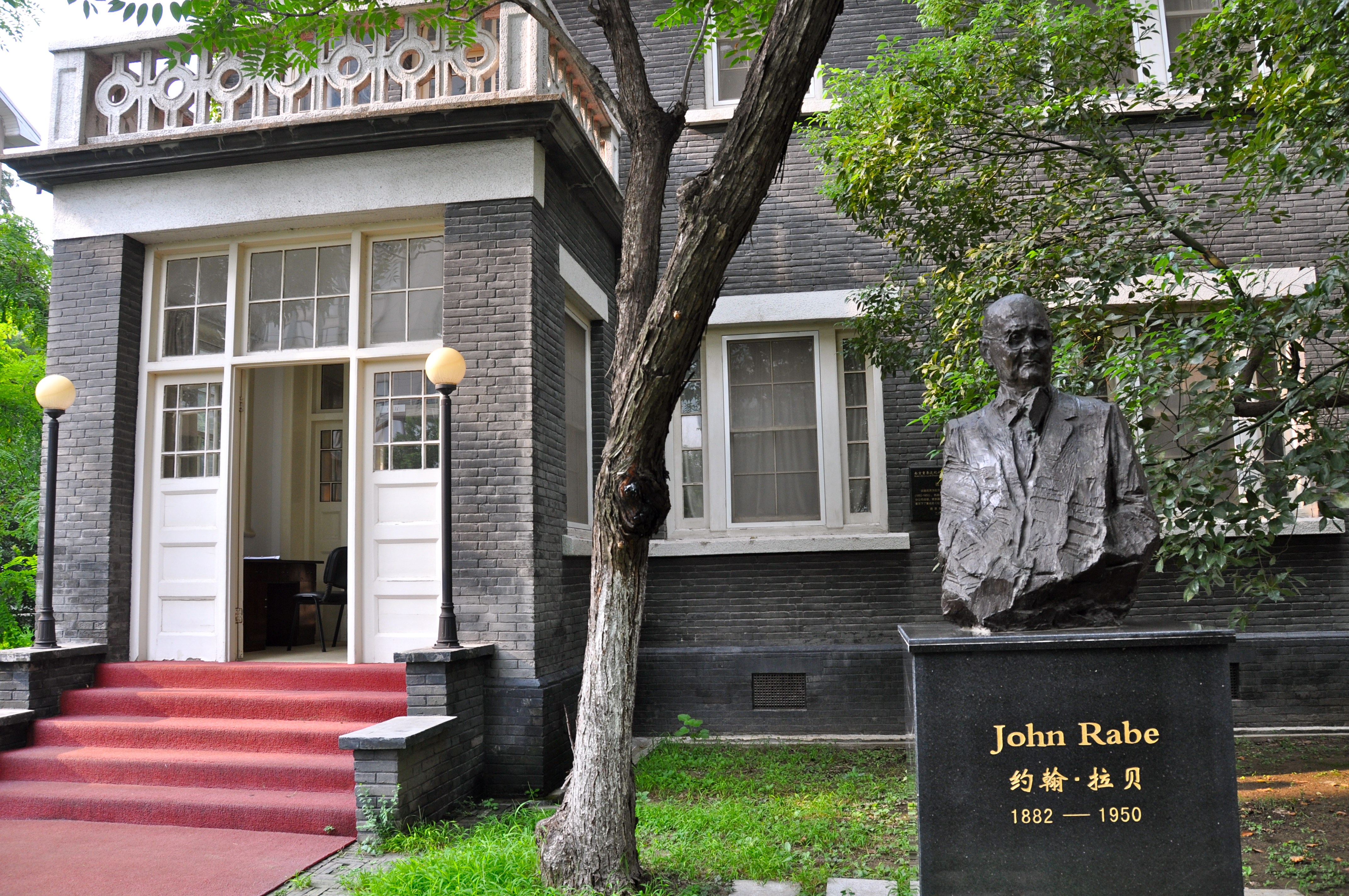
Het huis van John Rabe in Nanjing

John Heinrich Detlef Rabe (Hamburg, 23 november 1882 - Berlijn, 5 januari 1950) was een Duitse zakenman, die bekend werd door zijn pogingen de Japanse oorlogsmisdaden te verhinderen gedurende het bloedbad van Nanking en, toen dat niet lukte, door zijn activiteiten om Chinese burgers te beschermen in die periode. De Nanking Veiligheidszone, die hij hielp instellen, gaf bescherming aan circa 200.000 Chinezen.

## Biografie
Rabe werd geboren in het Duitse Hamburg. Hij werd zakenman en ging enkele jaren naar Afrika. In 1908 vertrok hij naar China en tussen 1910 en 1938 werkte hij voor de Siemens China Corporation in Shenyang (Mukden), Peking (Peiping), Tianjin (Tientsin), Shanghai en later Nanking (Nanking).

### Veiligheidszone Nanking
Veel Westerlingen woonden in Nanking in die tijd. Zij hielden zich bezig met handel of waren missionaris. Toen het Japanse leger Nanking naderde en begon met bombardementen vertrokken alle buitenlanders op 22 mensen na. Op 22 november 1937, toen het Japanse leger de stad naderde, organiseerde Rabe met andere buitenlanders het Internationale Comité voor de Veiligheidszone Nanking en schiep hij de Nanking Veiligheidszone om Chinese vluchtelingen van voedsel en bescherming te voorzien. Hij motiveerde dat aldus: "... het is een kwestie van moraal... Ik kan mezelf er niet toe brengen het vertrouwen te beschamen dat deze mensen in mij hebben gesteld, en het raakt me om te zien hoe ze in me geloven." De zones waren in alle buitenlandse ambassades en op de Nanking Universiteit. 
Rabe werd verkozen tot leider van de zones, onder meer omdat hij Duitser was en lid was van de nazi-partij. Hij was daarom bij uitstek geschikt om te onderhandelen met het Japanse leger. Japan en Duitsland waren bondgenoten.

### Terug naar Duitsland
Op 28 februari 1938 keerde Rabe terug naar Duitsland. Hij nam bewijzen mee van de Japanse oorlogsmisdaden in China en gaf lezingen over zijn ervaringen in China. Ook schreef hij een persoonlijke brief aan Adolf Hitler, in de hoop dat deze invloed op de Japanners kon uitoefenen. Rabe meende dat Hitler de Chinezen een warm hart toedroeg. Duitsland werkte al sinds de jaren 20 met China samen (Sino-Duitse samenwerking) en het Chinese leger werd door Duitse adviseurs opgeleid.
In werkelijkheid waren Hitler, von Ribbentrop en de NSDAP erop gericht het traditionele pro-Chinese beleid van het Duitse ministerie van Buitenlandse Zaken om te buigen naar een pro-Japans beleid. In hun ogen was Japan de natuurlijke bondgenoot en moest de Chinees-Duitse samenwerking zo snel mogelijk worden afgebouwd. Hitler gaf Rabe dan ook nooit antwoord en de brief is wellicht zelfs onderschept. Rabe werd gearresteerd en verhoord door de Gestapo. Na bemiddeling van Siemens kwam hij vrij en kreeg hij zelfs zijn materiaal en dagboeken terug, maar het werd hem verboden om nog lezingen te geven. Ook bleef Rabe lid van de NSDAP. Rabe bleef voor Siemens werken: aanvankelijk in Afghanistan en daarna tot het eind van de oorlog in Berlijn.

### Na de oorlog
Na de Tweede Wereldoorlog werd Rabe door de geallieerden lastiggevallen vanwege zijn NSDAP-lidmaatschap. Hij werd eerst door de Russen en daarna door de Britten gearresteerd en het werd hem onmogelijk gemaakt werk te vinden. Op informele basis bleef hij betaald werk voor Siemens verrichten. Hijzelf en zijn familie leden honger, tot de Chinese ambassade lucht kreeg van zijn verblijfplaats en hem deels in de broodnodige behoeften voorzag. In juni 1946 werd hij uiteindelijk door een denazificatiecommissie officieel van alle blaam gezuiverd. Hoewel hij lange tijd lid was geweest van de NSDAP gaf het humanitaire werk dat hij in China had gedaan de doorslag. Rabe leefde in relatieve armoede tot hij op 5 januari 1950 aan een beroerte overleed.

### NSDAP-lidmaatschap
Rabe is lid geweest van de NSDAP en heeft bovendien blijk gegeven van bewondering voor Hitler. Rabe was in 1934 lid geworden van de NSDAP, waarschijnlijk ten dele uit pragmatisme, daar de Duitse regering anders geen docenten wilde sturen voor zijn Duitse school. Bovendien was het niet onaannemelijk dat hij meende, zoals zoveel Duitsers en niet-Duitsers destijds, dat Hitler slechts Duitsland weer op de politieke kaart wilde zetten, de economische ellende van de Duitsers wilde verlichten en bovendien gerechtvaardigde grieven tegen bepaalde buurlanden had. Rabe heeft voor zover bekend nooit antisemitische neigingen gehad of zich geassocieerd met agressie tegen buurlanden, temeer daar hij met eigen ogen al in 1937 de gevolgen van oorlog kon zien en ervaren. Na de arrestatie en het uitblijven van een antwoord van Hitler heeft Rabe zich niet meer bewonderend over Hitler uitgelaten.